# Bastian Obermayer

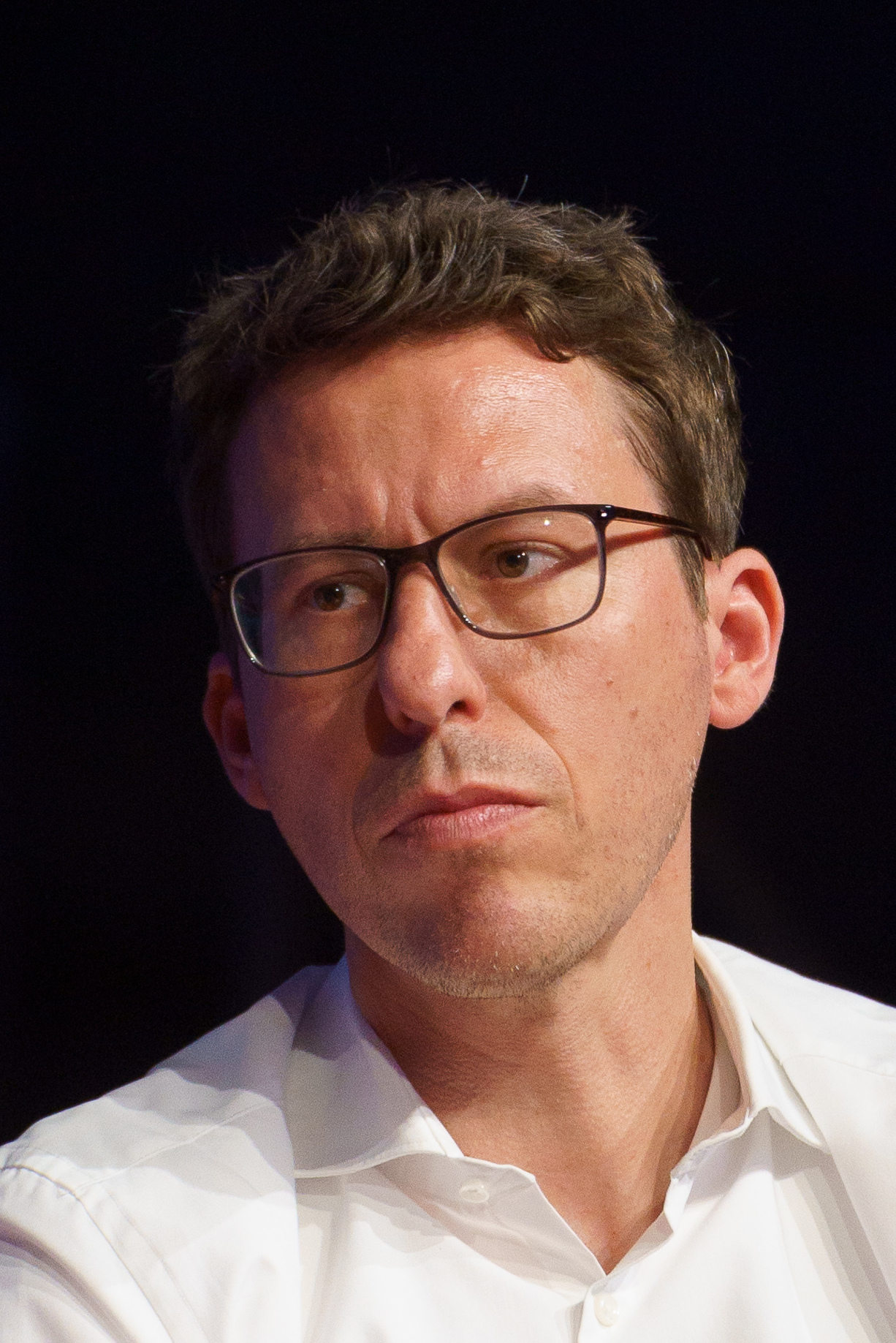
Bastian Obermayer (2024)

Bastian Obermayer (* 10. Dezember 1977 in Rosenheim) ist ein deutscher Journalist und Buchautor. Seit 2022 ist er mit Frederik Obermaier gleichberechtigter Geschäftsführer der in München ansässigen Investigativfirma paper trail media. Während seiner bis 2022 andauernden Tätigkeit für die Süddeutsche Zeitung war er maßgeblich an der journalistischen Aufarbeitung des ADAC-Skandals sowie der Affären um die Panama und die Paradise Papers sowie der Ibiza-Affäre beteiligt. Für seine Reportagen und seine investigative Arbeit gewann er zahlreiche Preise, darunter auch, als Mitglied und Co-Autor des Panama-Papers-Teams des Internationalen Netzwerks investigativer Journalisten, den Pulitzer-Preis.

## Leben und Arbeit
Bastian Obermayer wurde 1977 in Rosenheim geboren und absolvierte dort das Abitur. Er studierte an der Ludwig-Maximilians-Universität München Politikwissenschaft, Geschichte und Amerikanistik. Von 2002 bis 2003 besuchte er die Deutsche Journalistenschule.
Von 2005 bis 2012 war er Redakteur des Süddeutsche Zeitung Magazins. Dort schrieb er lange Reportagen, unter anderem über eine Herztransplantation, über den Stand der Gerechtigkeit in Deutschland, über den Missbrauch am Kloster Ettal oder ein großes Porträt über Lothar Matthäus. Seine Reportagen wurden vielfach ausgezeichnet, aus einigen von ihnen entstanden Bücher.
Ab 2012 war Obermayer Redakteur im Ressort Investigative Recherche der Süddeutschen Zeitung; 2015 wurde er stellvertretender Ressortleiter. Anfang 2018 rückte er zum Ressortleiter auf; er führte das Ressort zunächst mit Nicolas Richter und zuletzt mit Frederik Obermaier als Stellvertreter. Dort deckte er 2014 gemeinsam mit Uwe Ritzer Manipulationen bei der Vergabe des ADAC-Preises „Gelber Engel“ und weitere Missstände beim deutschen Automobilclub auf und wurde dafür mehrfach ausgezeichnet. Der Skandal innerhalb des ADAC-Automobilclubs führte zu einer kompletten Umstrukturierung des größten deutschen Clubs.
In den Folgejahren arbeitete er immer wieder an internationalen Kooperationen des Internationalen Netzwerks investigativer Journalisten mit und koordinierte diese gemeinsam mit Frederik Obermaier für die Süddeutsche Zeitung, so im Sommer 2012 Offshore-Leaks, Luxemburg-Leaks und Swiss-Leaks. Die Projekte gewannen zahlreiche internationale Preise.
Gemeinsam mit einer Gruppe von Journalisten der Süddeutschen Zeitung und des Norddeutschen Rundfunks deckte er die Rolle Deutschlands im US-Drohnenkrieg auf, insbesondere die Rolle der Airbase in Ramstein.
Internationale Bekanntheit erlangte Obermayer vorwiegend durch seine Beteiligung an den im April 2016 veröffentlichten Panama Papers. Medien wie die New York Times, die Washington Post, CNN oder The New Yorker berichteten über oder interviewten Bastian Obermayer und Frederik Obermaier dazu, wie das Leak bei ihnen gelandet war. Die beiden Rechercheure standen als diejenigen, die die 11,5 Millionen Dateien mit dem Internationalen Netzwerk investigativer Journalisten geteilt hatten, im Zentrum der globalen Investigation. Fast 400 Reporter aus rund 80 Ländern recherchierten ein Jahr lang in dem Datenberg, in Folge der Veröffentlichungen verloren unter anderem der Premierminister von Island sowie der Premierminister von Pakistan ihre Ämter.
Im Sommer 2016 erwarb die Streaming-Plattform Netflix nach eigenen Angaben die Rechte an Obermayers Buch Panama Papers. Die Geschichte einer weltweiten Enthüllung.
Eine unbekannte Quelle spielte Frederik Obermaier und Bastian Obermayer 38 Gigabyte an vertraulichen Unterlagen des bahamaischen Unternehmensregister zu, die im September 2016 als Bahamas-Leaks veröffentlicht wurden. Die Enthüllungen deckten u. a. auf, dass Neelie Kroes, Amber Rudd, William Francis Morneau, Carlos Caballero Argáez, Manuel Domingos Vicente, Hamad ibn Dschasim ibn Dschabr Al Thani, Süchbaataryn Batbold und Georg Freiherr von Waldenfels Direktoren, Präsidenten oder Sekretäre von Briefkastenfirmen auf den Bahamas waren beziehungsweise sind.
Im Herbst 2016 traf Obermayer den französischen Enthüllungsjournalisten Laurent Richard in Ann Arbor, Michigan, wo beide zehn Monate als Knight-Wallace-Stipendiaten verbrachten. Richard war mit der Idee nach Ann Arbor gekommen, eine investigative Non-Profit-Nachrichtenredaktion zu gründen, die sich dem Kampf gegen Zensur durch kollaborativen Journalismus widmet – ein Bereich, in dem Obermayer nützliches Wissen anbieten konnte, nachdem er die Panama Papers ins Leben gerufen hatte. Als Richard später, Mitte 2017, die Organisation gründete, die er Freedom Voices Network nannte, bat er Obermayer, als Vizepräsident zu fungieren.
Im November 2017 folgte die Publikation der Paradise Papers, eine zweite weltweite Investigation, die erneut auf Daten beruhte, die Obermayer und Frederik Obermaier zugespielt worden waren. Erneut ging es um die Rolle der Offshore-Welt und der Briefkastenfirmen, erneut waren zahlreiche Politiker, Prominente und große multinationale Firmen im Datenleck zu finden. Bei den Paradise Papers gehörte neben The Guardian und der BBC erstmals auch die New York Times zu den Recherche-Partnern.
Nach der Ermordung der maltesischen Investigativjournalistin Daphne Caruana Galizia im Oktober 2017 rief Obermayer gemeinsam mit Laurent Richard und der Organisation Forbidden Stories das „Daphne Projekt“ ins Leben, um die Recherchen der Ermordeten fortzusetzen. Am Ende beteiligten sich auch Teams des Guardian, von Reuters, Le Monde und der Wochenzeitung Die Zeit. Dafür erhielt Forbidden Stories, wo Obermayer das Amt des Generalsekretärs innehat, im Mai 2019 den European Press Prize.
Im Mai 2019 löste Bastian Obermayer erneut mit Frederik Obermaier sowie Leila Al-Serori, Oliver Das Gupta und Peter Münch die sogenannte Ibiza-Affäre aus, und damit eine Staatskrise in Österreich. Das SZ-Team veröffentlichte gemeinsam mit dem Nachrichtenmagazin Der Spiegel die Recherche über ein heimlich aufgenommenes Video, das den damaligen österreichischen Vize-Kanzler Heinz-Christian Strache innerhalb von nicht einmal 24 Stunden zum Rücktritt zwang. Strache war in eine Falle getappt: Er hatte in einer Villa auf Ibiza einer vermeintlichen Nichte eines russischen Oligarchen Staatsaufträge gegen Wahlkampfunterstützung in Aussicht gestellt sowie ein offenbar illegales Parteispendensystem erläutert. Im Laufe der Ibiza-Affäre zerbrach innerhalb von wenigen Tagen die damalige österreichische Regierung von Kanzler Sebastian Kurz. Am 29. September 2019 erfolgten Neuwahlen.
Im April 2022 gaben Obermaier und Obermayer die Gründung ihrer eigenen Investigativfirma paper trail media bekannt, welche eng mit dem Nachrichtenmagazin Der Spiegel, dem ZDF und dem Standard kooperiert.

## Auszeichnungen
- 2008 Deutscher Journalistenpreis für die Arbeit Einer von uns, erschienen im Süddeutsche Zeitung Magazin.[45]
- 2009 Theodor-Wolff-Preis für die Arbeit Bis zum letzten Schlag, erschienen im Süddeutsche Zeitung Magazin.[46]
- 2010 Henri-Nannen-Preis gemeinsam mit Mauritius Much, Martin Langeder und Marc Baumann für die Arbeit Feldpost aus Afghanistan, erschienen im Süddeutsche Zeitung Magazin[47]
- 2013 Helmut-Schmidt-Preis gemeinsam mit Frederik Obermaier, Bastian Brinkmann und Christoph Giesen für die Enthüllungen um Offshore-Leaks.[48]
- 2013 IRE Award gemeinsam mit dem ICIJ für die Enthüllungen um Offshore-Leaks.[49]
- 2014 Helmut-Schmidt-Preis gemeinsam mit Uwe Ritzer für die Enthüllungen um die Manipulationen beim ADAC.[50]
- 2014 Leuchtturmpreis des Netzwerk Recherche gemeinsam mit Uwe Ritzer für die Enthüllungen um die Manipulationen beim ADAC.[51]
- 2014 Wirtschaftsjournalist des Jahres[52]
- 2014 Deutscher Journalistenpreis gemeinsam mit Uwe Ritzer für die Enthüllungen um die Manipulationen beim ADAC.[53]
- 2015 Deutscher Journalistenpreis gemeinsam mit Frederik Obermaier, Bastian Brinkmann, Christoph Giesen, Klaus Ott und Hans Leyendecker jeweils für Swiss-Leaks und Luxemburg-Leaks.[54]
- 2015 Wächterpreis der deutschen Tagespresse gemeinsam mit Uwe Ritzer für die Enthüllungen rund um die Manipulationen beim ADAC.[55]
- 2016 Ernst-Schneider-Preis[56]
- 2016: Otto-Brenner-Preis zusammen mit Frederik Obermaier[57]
- 2016: Helmut-Schmidt-Journalistenpreis[58]
- 2016: Georg von Holtzbrinck-Preis für Wirtschaftspublizistik[59]
- 2016: Deutscher Reporterpreis in der Kategorie „Beste Investigation“[60]
- 2016: Barlett & Steele Gold Award, Investigative Reporting[61]
- 2016: „Journalisten des Jahres“ zusammen mit Vanessa Wormer und Frederik Obermaier[62]
- 2016: Knight Wallace Fellowship der University of Michigan[63]
- 2017: Nannen Preis zusammen mit Frederik Obermaier, Vanessa Wormer, Katrin Langhans, Mauritius Much und Hannes Munzinger[64]
- 2017: Pulitzer-Preis in der Kategorie „Explanatory Reporting“ als Teil des Panama-Papers-Teams des ICIJ[65]
- 2019: European Press Prize mit Forbidden Stories[38]
- 2019: Deutscher Reporterpreis, Investigation[66]
- 2020: Nannen Preis in der Kategorie „Beste investigative Leistung“ für die Recherchen zur Ibiza-Affäre – zusammen mit Leila Al-Serori, Oliver Das Gupta, Peter Münch, Martin Knobbe, Wolf Wiedmann-Schmidt, Alexandra Rojkov, Walter Mayr, Vera Deleja-Hotko, Maik Baumgärtner[67]

## Werke
- Bastian Obermayer, Rainer Stadler: Bruder, was hast du getan? Kiepenheuer & Witsch, Köln 2011, ISBN 978-3-462-04340-2
- Marc Baumann, Martin Langeder, Mauritius Much, Bastian Obermayer, Franziska Storz (Hrsg.): Feldpost. Briefe deutscher Soldaten aus Afghanistan. Rowohlt, Reinbek 2011, ISBN 978-3-498-00670-9
- Bastian Obermayer: Gott ist Gelb. Rowohlt, Reinbek 2014, ISBN 978-3-499-62911-2
- Bastian Obermayer: Vom Glück geträumt. Rowohlt, Reinbek 2015, ISBN 978-3-499-62869-6
- mit Frederik Obermaier: Panama Papers. Die Geschichte einer weltweiten Enthüllung. Kiepenheuer & Witsch, Köln 2016, ISBN 978-3-462-31643-8
- mit Frederik Obermaier: Die Ibiza-Affäre. Innenansichten eines Skandals. Kiepenheuer & Witsch, Köln 2019, ISBN 978-3-462-05407-1.
- mit Frederik Obermaier und Hannes Munzinger: Schweizer Geheimnisse. Kiepenheuer & Witsch, Köln 2022, ISBN 978-3-462-00383-3